# 城楼

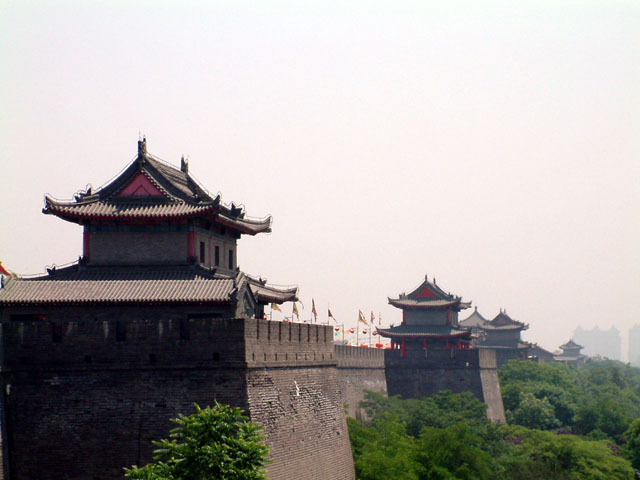
古長安城楼

城樓，或稱作城門樓子，是指設在城上用來瞭望的樓臺。《後漢書·卷十六·鄧禹傳》：「從至廣阿，光武舍城樓上，披輿地圖。」城樓有時作為城堡主城的一部分，有時則作為城牆的防禦要塞，多設制於城牆的四角或城門上方。